# Składnica drewna
Składnica drewna – wydzielony obszar terenu, na którym przechowywane jest drewno pozyskane w lesie. Podstawową rolą i zadaniem składnic jest magazynowanie surowca drzewnego.
Składnice drewna dzielą się na:
- leśne – na które drewno zrywane jest pośrednio lub bezpośrednio z miejsca prowadzenia cięć:
  - przyzrębowe, zwane również leśnymi punktami przeładunkowymi- koncentrujące drewno wycięte w określonym wydzieleniu – np. podczas prowadzenia trzebieży,
  - zbiorcze- koncentrujące drewno z większego kompleksu lub z kilku wydzieleń, mogą być zlokalizowane przy szlakach kolejowych i bindugach,
- docelowe
  - spedycyjne – najczęściej są zlokalizowane przy szlakach kolejowych,
  - spedycyjno-manipulacyjne – na których oprócz składowania (przechowywania) surowca drzewnego odbywają się procesy manipulacji drewna dla uzyskania cenniejszych sortymentów drzewnych,
  - ostateczne – przy zakładach przetwarzających drewno, podobnie jak w przypadku spedycyjno-manipulacyjnych może się odbywać manipulacja drewna.

Ze względu na roczną przepustowość składnice można podzielić na:
- małe o przepustowości do 1000 m³ (najczęściej leśne przyzrębowe),
- średnie o przepustowości do 10 000 m³,
- duże o przepustowości powyżej 10 000 m³ (spedycyjne i spedycyjno-manipulacyjne).

Ze względu na stopień mechanizacji pracy składnice można podzielić na:
- niezmechanizowane (leśne przyzrębowe),
- częściowo zmechanizowane (zbiorcze, jak również spedycyjne),
- zmechanizowane (spedycyjne, spedycyjno-manipulacyjne, ostateczne),
- zautomatyzowane (spedycyjno-manipulacyjne, ostateczne).

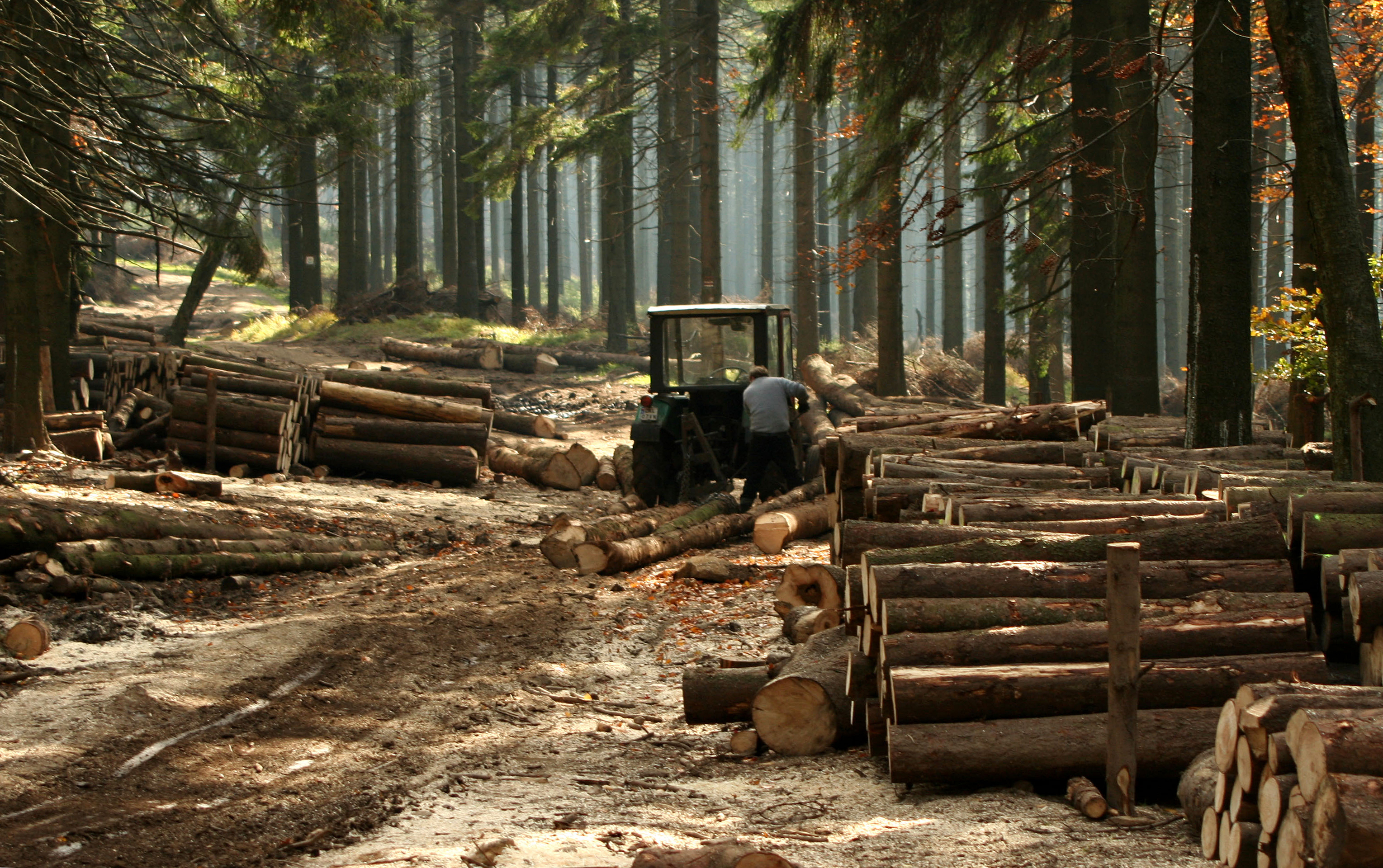
Składnica przyzrębowa, Góry Sowie,
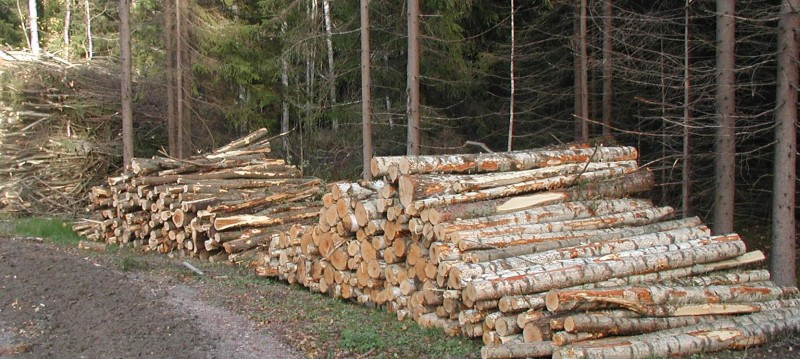
Składnica przyzrębowa, okolice Espoo w południowej Finlandii.
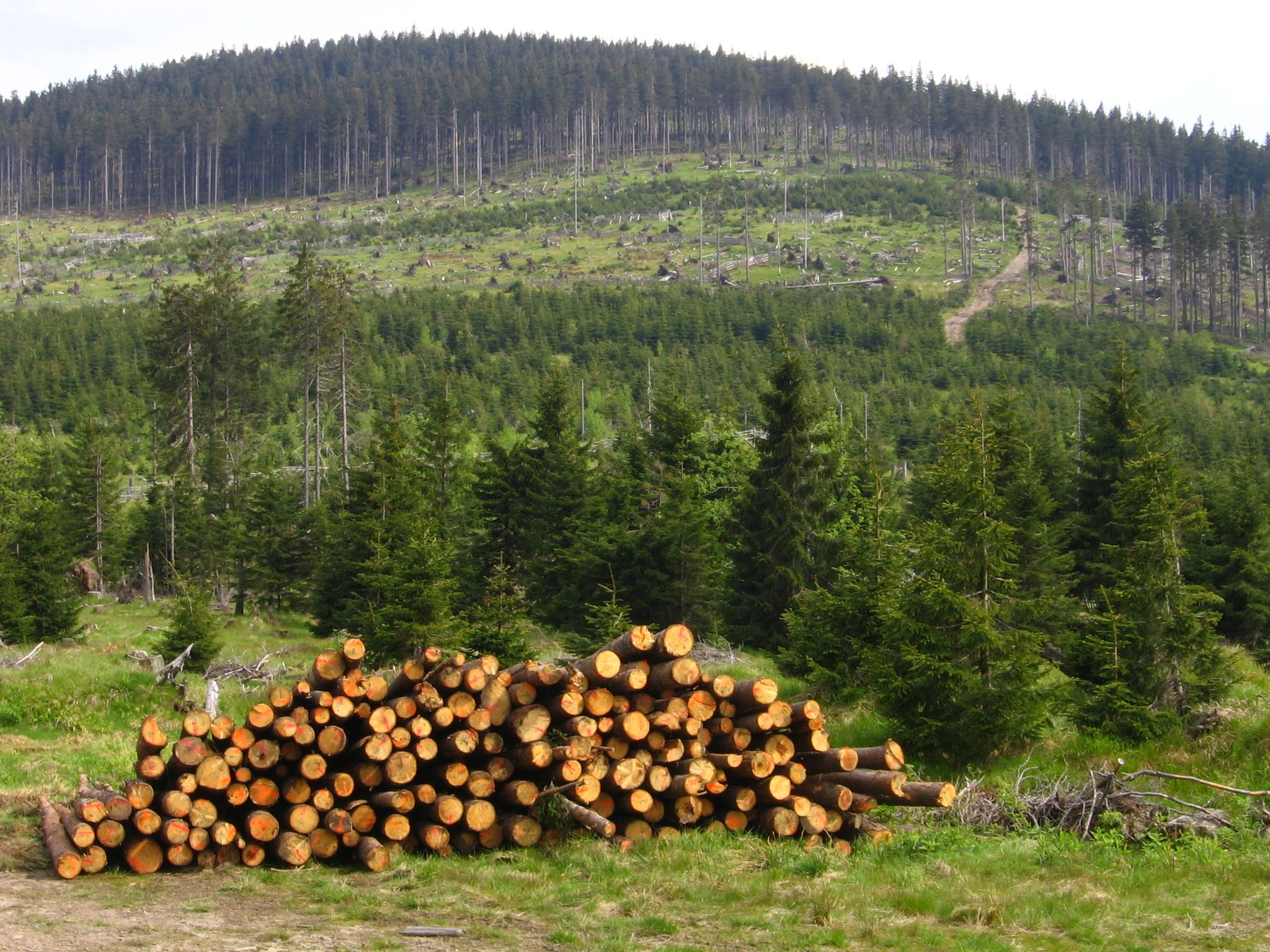
Składnica drewna świerkowego wyciętego w wyniku gradacji kornika drukarza na Szumawie.
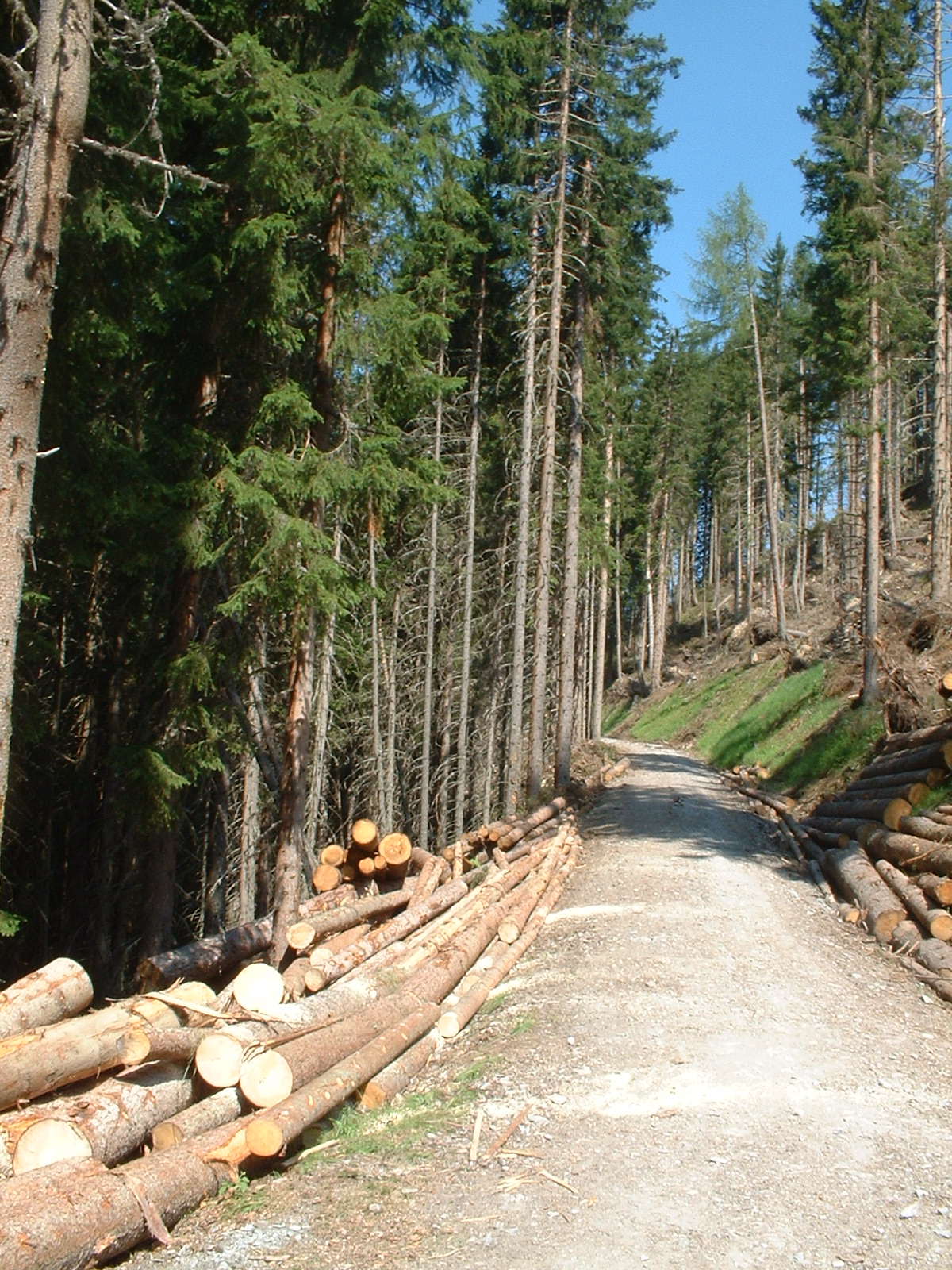
Tymczasowa składnica przyzrębowa Austria.
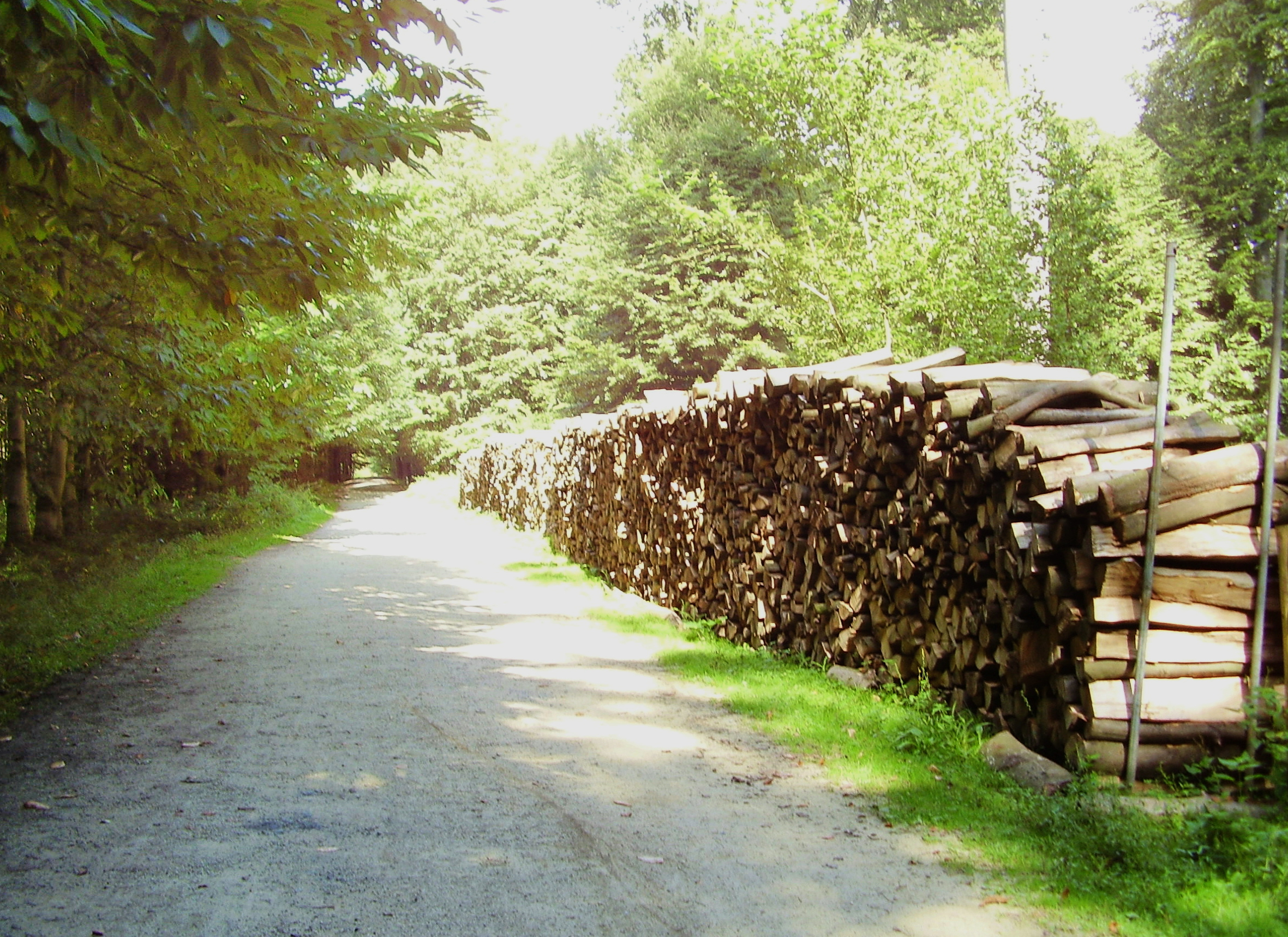
Składnica drewna bukowego w Lasach Sonian w okolicach Brukseli.
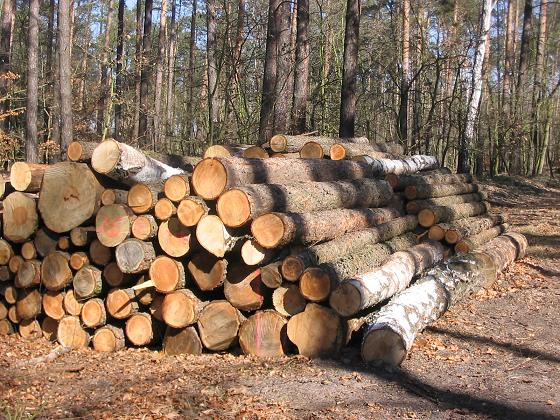
Składnica wielogatunkowa, okolice Brandenburgu w Niemczech.
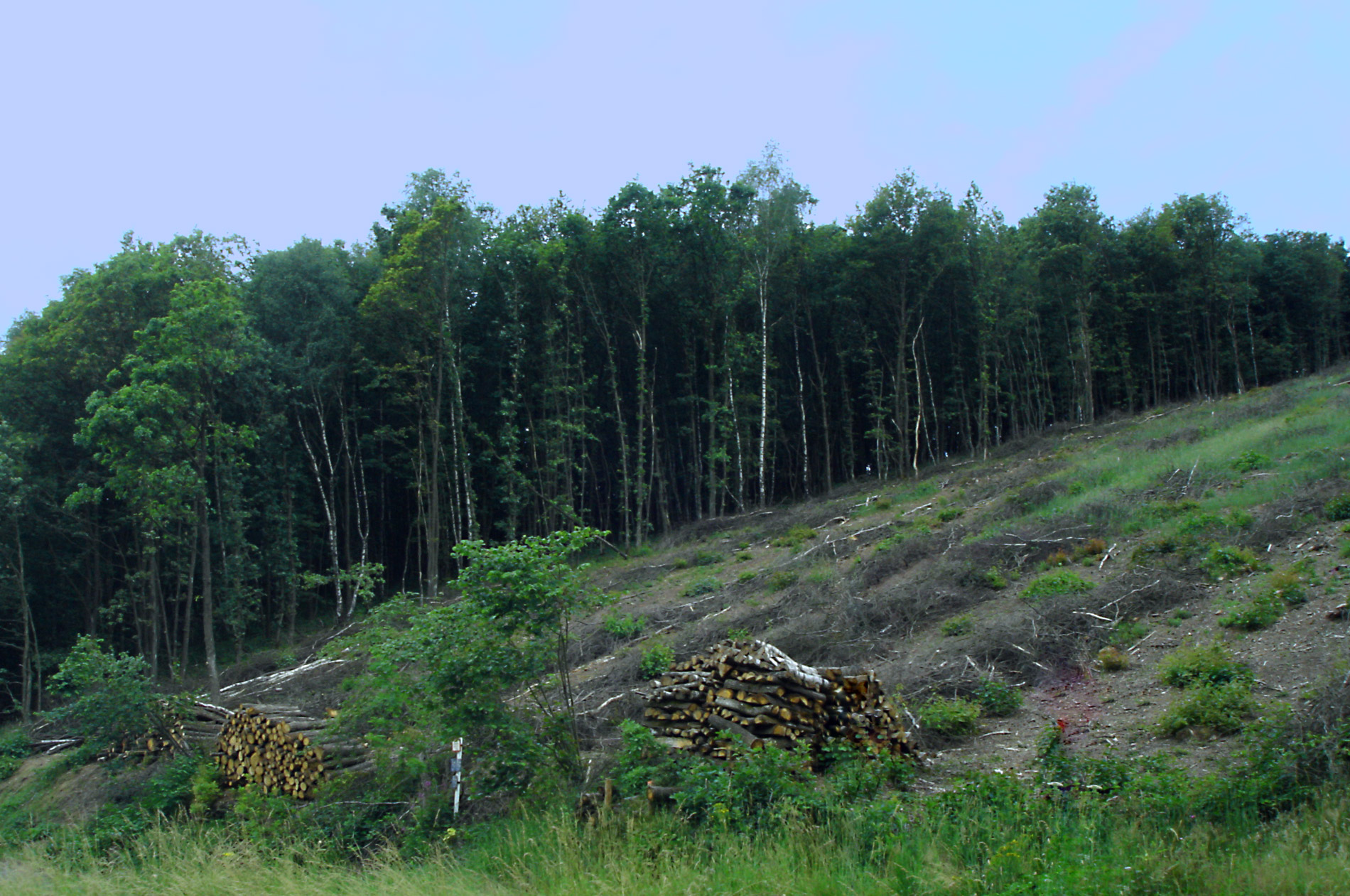
Składnica usytuowana na stoku. Drewno składane w stosach zwykłych i krzyżowych. Okolice Netphen w Niemczech,
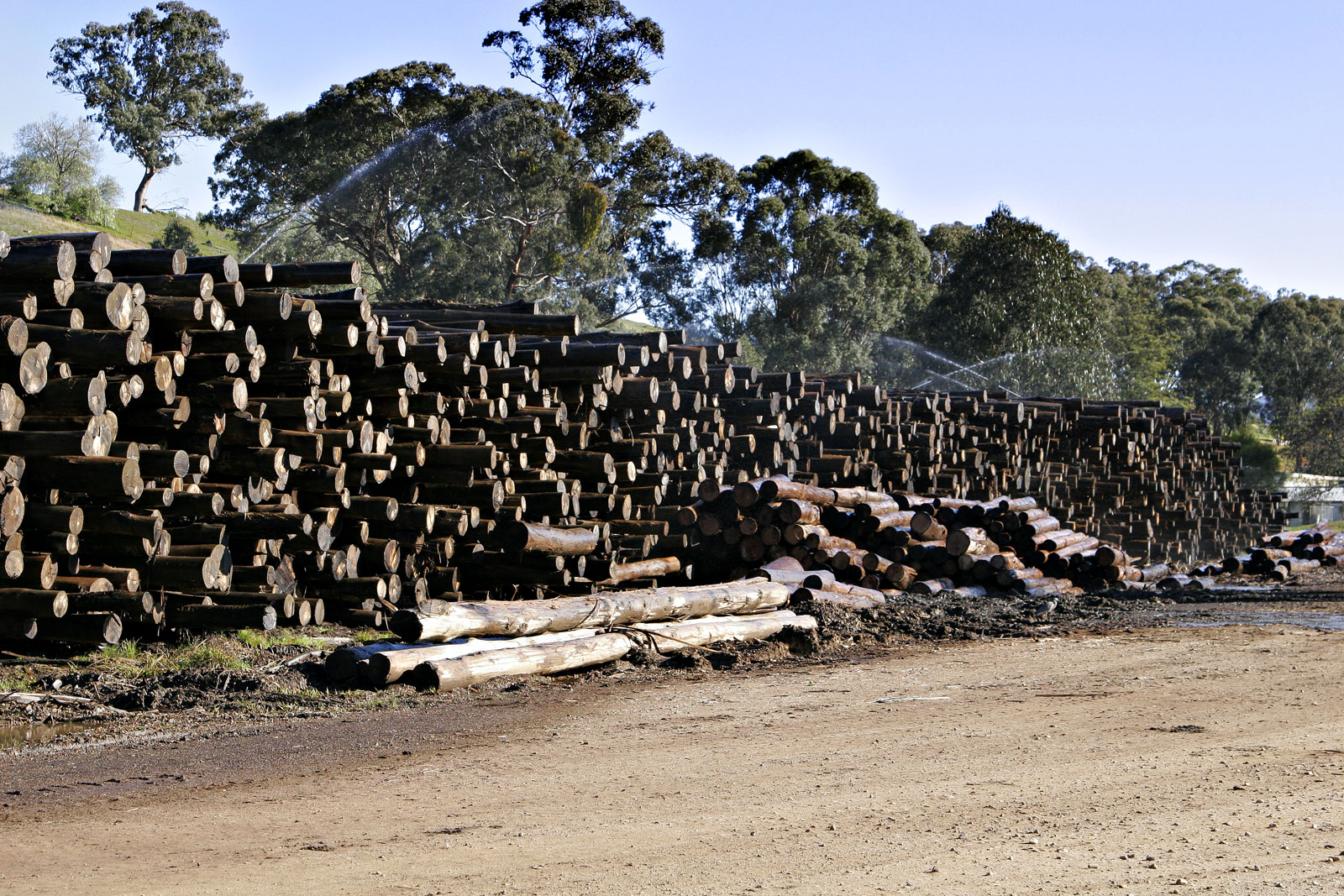
Deszczowanie drewna na składnicy w tartaku.